# Abu Lahab
ʿAbd al-ʿUzzā ibn ʿAbd al-Muṭṭalib (arabiska: عبد العزى بن عبد المطلب), även känd som Abu Lahab (arabiska: أبو لهب, Flammans far), var den islamiske profeten Muhammeds farbror. Han var en svuren fiende till Muhammed under de tidiga åren under Muhammeds profetiska mission i Mecka. 
Efter att Abu Talib (ledaren för Hashimklanen) hade dött gick ledarskapet till Abu Lahab, som valde att ta avstånd från sin brorson istället för att ge honom sitt stöd. Abu Lahabs envisa motstånd var en av anledningarna till att Muhammed valde att utvandra till Medina. Abu Lahab är en av de få icke-profetiska personligheterna som nämnts vid namn i Koranen och som även fått en hel sura uppenbarad i referens till honom.